# 그라티아누스 교령집

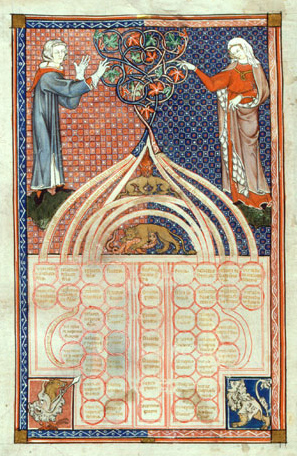
Decretum Gratiani

《그라티아누스 교령집》(Decretum Gratiani, 1140년 경)은 수도자였던 그라티아누스가 편찬한 교회법령집이다.
이 법령집은 여섯 부분으로 이루어진 교회법 편찬인 《교회법대전》의 첫 부분을 이룬다.

## 발생
그라티아누스는 볼로냐에서 교회법을 교수하였다. 그는 로마법대전에 비견되는 교회법의 대전을 편찬할 것을 의욕하였다.

## 법원
그라티아누스가 이용할 수 있었던 법원은 로마법, 성경, 교황의 교령, 공의회와 주교회의 문서와 이전의 법편찬집이다. 이 교령집으로 인하여 이후에 교회법이 볼로냐의 법학교에서 학문적으로 교수되고 가공되었다.
그라티아누스가 보름스의 부르히아르트Burchard von Worms의 교령집Decretorum Libri XX, Ex officina Melchioris Nouesiani(Coloniae 1548)을 이용하지 않았다고 주장되곤 한다. 이러한 주장이 옳은지에 관하여는 견해의 대립이 있다.
그 외에도 소위 Collection in three books (Biblioteca Apostolica Vaticana, Vat. lat. 3831, und Pistoia, Archivio Capitolare del Duomo, C 109)가 중요한 법원이다. 이에 대하여는 안더스 윈로스Anders Winroth가 연구하였다.

## 영향사
그라티아누스 자신은 자신의 저작을 Concordantia Discordantium Canonum이라 불렀다. 이에 의하여 그라티아누스는 아마도 대립되는 카논들을 서로 조화시키려고 시도하였다. 그는 다양한 견해들에 관하여 토론하였고 해결을 찾았다. 이러한 변증법적 방식은 다른 법률가들도 적용하였고 그들의 작업 결과를 주석이라 한다. 주석들의 모음을 주석집 또는 강의 Lectura in Decretum 라 한다. 체계적인 주해는 숨마Summa라 부른다. 이 숨마들의 일부는 스스로 교령의 효력을 가지기도 하여 유명하게 되었다. 초기 주해학자들 중 파우카팔레아Paucapalea (1148년 전)와 롤란두스Magister Rolandus(롤란두스는 종종 알렉산더 3세(1159/1181)와 동일시되곤 한다)가 유명하다.
가장 중요한 주해자로서는 볼로냐의 루핀Rufin von Bologna (1192 전 사망)과 후고치오Huguccio (1210년 사망) 등이 있다. 그들보다는 덜 유명한 자로는 비시냐노의 시몬Simon von Bisignano이 있다. 그의 저작은 교령 주석과 시몬의 숨마Summa Simonis가 있다.

## 같이 보기
- 볼로냐의 그라티아누스